# Departamentul Bouenza
Departamentul Bouenza este una dintre cele 12 unități administrativ-teritoriale de gradul I ale Republicii Congo. Reședința sa este orașul Madingou. Are o populație de 236.566 locuitori și o suprafață de 12.266 km².

## Subdiviziuni

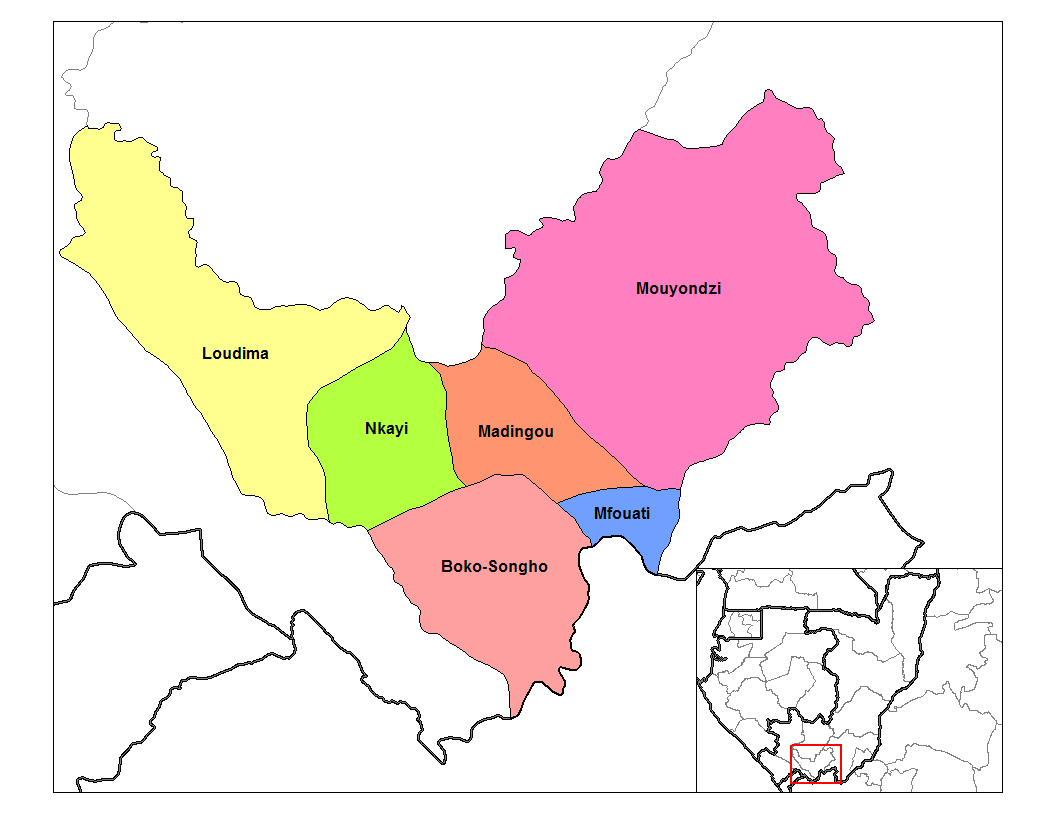
Districtele regiunii Bouenza

Această regiune este divizată în 6 districte:
- Boko-Songho
- Loudima
- Madingou
- Mfouati
- Mouyondzi
- Nkayi